# Transsylvanians
Transsylvanians ist ein ungarisches Ensemble, das Progressive Rock, Jazz und Elemente der ungarischen Volksmusik verbindet und 1995 von dem Geiger András Tiborcz in Berlin gegründet wurde.

## Bandgeschichte
Die Transsylvanians sind ein Ensemble von fünf oder sechs ungarischen und deutschen Musikern, die in Berlin leben. Der Name ist von der Region Transsilvanien (Siebenbürgen) in Rumänien abgeleitet. Ihre erste Veröffentlichung war 1996 eine Demo-Kassette mit zehn Aufnahmen unter dem Titel 1000 Years Old Hungarian Music. Der Schwerpunkt lag zunächst auf traditioneller ungarischer Straßen- und Zigeunermusik. Auf der 1998 erschienenen ersten CD Öröme (ungarisch „Freude“) wirkten neben András Tiborcz (Violine, Kontrabass, Gesang) die Sängerin Szilvana (Kontrabass), Andrej Soudnitsyn (Violine), Alexandra Dimitroff (Akkordeon, Gesang), Hendrik Maaß (Gitarre) und Thomas Leisner (Schlagzeug) mit. Die meisten Titel basieren auf traditionellen Melodien, die von der Gruppe arrangiert wurden.
Diese CD und die weiteren bis 2002 erschienen auf dem eigenen Label Transsylvanians Records. Beim Vertrieb der zweiten CD Jó! (ungarisch „gut“) von 1999 und war die Sozialinitiative Megaphon in Graz beteiligt. Bei Jó! spielte Dénes Tiborcz (Saxophon), der Bruder von András mit. Die CD Denevér von 2000 wurde in derselben Besetzung eingespielt, wobei Sina Schein (Akkordeon, Gesang) Alexandra Dimitroff ersetzte. Nach einer Live-Veröffentlichung von 2002 kam 2004 Igen! („ja!“) mit den vier Stammmusikern András Tiborcz, Szilvana, Hendrik Maaß und Thomas Leisner beim Kölner Label Westpark Music heraus. Des Weiteren wirkten Nagy Isabel (Gesang) und als Gastmusiker Stoppok (elektrische Mandoline, Gesang) mit. Darauf folgte 2007 die Doppel-CD Fél és Egész („halb und ganz“) mit den Musikern András Tiborcz, Nagy Isabel (Kontrabass, Gesang), Andreas Hirche (E-Piano, E-Orgel), Hendrik Maaß (Gitarre) und Thomas Leisner (Schlagzeug). Bei Live-Auftritten in diesen Jahren trat das Sextett häufig neben der Stammbesetzung mit einzelnen weiteren Musikern auf, darunter mit dem griechischen Pianisten Antonis Anissegos an den Keyboards. Im April 2009 stellte die Band ihren neuen Schlagzeuger Attila Czibi aus Ungarn vor. Eine für das Frühjahr 2010 angekündigte weitere CD ist nicht erschienen. Bis 2010 gab die Gruppe über 1000 Konzerte in ganz Europa. 2011 spielte der um diese Zeit beim Folkloretrio Yukazu beschäftigte Akkordeonist Alex Kulikowski bei Live-Auftritten mit.

## Stil
Die Gruppe Transsylvanians hat eine charakteristische Spielweise entwickelt, die auf rockigen, vorwärtstreibenden Rhythmen und meist eingängigen, aus der ungarischen Volksmusik entlehnten Melodien basiert. Die Entwicklung verlief rasch weg von den Volksliedern ungarischer Zigeunerkapellen zu einem südosteuropäisch-internationalen Stil einer vor allem live energiegeladenen Rockmusik, die unter dem Eigennamen „Hungarian Speedfolk“ firmiert. Andere Stilklassifizierungen sind Progressive Rock oder Post Folk. Die in der städtischen Musikszene im östlichen Europa verbreitete Stilrichtung wird seit den 1990er Jahren unter dem Begriff Postfolklore (auch „urbane Folklore“, „Anti-Folklore“) diskutiert und der vermeintlich aussterbenden traditionellen dörflichen Volksmusik gegenübergestellt. Vergleichbare Ensembles, die ihre musikalische und damit auch kulturelle Identität auf diese Weise definieren, sind unter vielen anderen die lettische Gruppe Iļģi (CDs ab 1993) und die polnische Warsaw Village Band (gegründet 1997), die die beabsichtigte Verschmelzung kultureller Unterschiede im Bandnamen anführt.
Neben klangfülligen Songs, die vom schnellen Violinspiel des regelmäßig als „Teufelsgeiger“ angekündigten András Tiborczs dominiert werden, gehören auch ruhige Balladen und Kompositionen von Béla Bartók zum Repertoire. Dies trifft besonders auf das jüngste Doppelalbum Fél és Egész zu, dessen erste CD mehrheitlich von der E-Gitarre geprägte Rocksongs enthält, während die zweite CD überwiegend Balladen mit einer melancholischen Grundstimmung versammelt. Deren von der feinen weiblichen Gesangsstimme vorgetragene Melodien sind auf die in zwei Versionen eingespielte ungarische Komposition von 1933 Szomorú vasárnap (international als Gloomy Sunday bekannt) abgestimmt. Solche stilistischen Kontraste kennzeichneten auch die Live-Auftritte.

## Diskografie
- 1998: Öröme. („Freude“) Transsylvanians Records
- 1999: Jó! („gut“) Megaphon, Transsylvanians Records
- 2000: Denevér. („Fledermaus“) Transsylvanians Records
- 2002: Live in Berlin. Megaphon Music, Transsylvanians Records
- 2004: Igen! („ja!“) Westpark Music
- 2007: Fél és Egész. („halb und ganz“) Doppel-CD, Westpark Music